# Referéndum constitucional de Kazajistán de 2022
El referéndum constitucional de Kazajistán de 2022 o conocido como el Referéndum Republicano se llevó a cabo el 5 de junio de ese año.
Este fue el tercer referéndum desde la independencia de la Unión Soviética y el primero desde el referéndum de 1995 que estableció la constitución actual.
Las enmiendas siguen a las protestas de principios de enero causados por el empeoramiento de las condiciones económicas y los llamados posteriores a una reforma política rápida. Cambiando 33 artículos, ascienden a un tercio del total de cambios en el documento. Los comentaristas políticos creen que disminuirán la influencia del poder ejecutivo, otorgarán más poderes al Parlamento y eliminarán los poderes que el expresidente Nursultán Nazarbáyev había retenido después renunciar al cargo en 2019.

## Referéndum

### Pregunta
«¿Acepta las enmiendas y adiciones a la Constitución de la República de Kazajistán establecido en el proyecto de Ley de la República de Kazajistán "Sobre las enmiendas y adiciones a la Constitución de la República de Kazajistán", publicado en los medios de comunicación el 6 de mayo de 2022?».

### Resultados
| Pregunta | Electores registrados | Participación | Sí        | Sí    | No        | No    | Inválidos/En blanco | Total     | Resultado |
| Pregunta | Electores registrados | Participación | Votos     | %     | Votos     | %     | Inválidos/En blanco | Total     | Resultado |
| --- | --------------------- | ------------- | --------- | ----- | --------- | ----- | ------------------- | --------- | --------- |
| ¿Acepta las enmiendas y adiciones a la Constitución de la República de Kazajistán establecido en el proyecto de Ley de la República de Kazajistán "Sobre las enmiendas y adiciones a la Constitución de la República de Kazajistán", publicado en los medios de comunicación el 6 de mayo de 2022? | 11.734.552            | 68.05%        | 6.163.516 | 77.18 | 1.490.470 | 18.66 | 205.924             | 7.985.769 | Aprobado  |
| Fuente: |                       |               |           |       |           |       |                     |           |           |